# FA Cup 1927-1928
La FA Cup 1927-1928 è stata la 53ª edizione della principale coppa nazionale inglese, nonché della più antica competizione calcistica del mondo. Il trofeo fu vinto per la sesta volta dal Blackburn Rovers, che nella finale disputata a Wembley, superò l'Huddersfield Town con il punteggio di 3-1.

## Calendario
Il torneo principale era preceduto da due turni preliminari e quattro turni di qualificazione, mentre la competizione vera e propria, prevedeva sei turni (con i club di First e Second Division che entravano in lizza a partire dal terzo turno), prima di semifinali e finale.
In caso di pareggio dopo i novanta minuti, era prevista la ripetizione della gara, invertendo il campo. In caso di ulteriore pareggio si procedeva con altre ripetizioni, in campo neutro, fin quando una squadra non risultava vincitrice.
Le semifinali e la finale si disputavano tutte in campo neutro.
| Fase                    | Turno                        | Data                     | Squadre che entrano in questo turno                                                                                           | Squadre qualificate dal turno precedente |
| ----------------------- | ---------------------------- | ------------------------ | --- | ---------------------------------------- |
| Turni di qualificazione | Turno Extra-Preliminare      | Sabato 3 settembre 1927  | Non league | Non league                               |
| Turni di qualificazione | Turno Preliminare            | Sabato 17 settembre 1927 | Non league | Non league                               |
| Turni di qualificazione | Primo Turno Qualificazione   | Sabato 1 ottobre 1927    | Non league | Non league                               |
| Turni di qualificazione | Secondo Turno Qualificazione | Sabato 15 ottobre 1927   | Non league | Non league                               |
| Turni di qualificazione | Terzo Turno Qualificazione   | Sabato 29 ottobre 1927   | Non league | Non league                               |
| Turni di qualificazione | Quarto Turno Qualificazione  | Sabato 12 novembre 1927  | 1 squadra della Third Division North                                                                                          | Non league                               |
| Torneo principale       | Primo Turno (68 squadre)     | Sabato 26 novembre 1927  | 21 squadre della Third Division North 19 squadre della Third Division South 3 squadre di non league                           | 25 provenienti dalle qualificazioni      |
| Torneo principale       | Secondo Turno (34 squadre)   | Sabato 10 dicembre 1927  | | 34 squadre vincitrici del primo turno    |
| Torneo principale       | Terzo Turno (64 squadre)     | Sabato 14 gennaio 1928   | 22 squadre della First Division 22 squadre della Second Division 2 squadre della Third Division South 1 squadra di non league | 17 squadre vincitrici del secondo turno  |
| Torneo principale       | Quarto Turno (32 squadre)    | Sabato 28 gennaio 1928   | | 32 squadre vincitrici del terzo turno    |
| Torneo principale       | Quinto Turno (16 squadre)    | Sabato 18 febbraio 1928  | | 16 squadre vincitrici del quarto turno   |
| Torneo principale       | Sesto Turno (8 squadre)      | Sabato 3 marzo 1928      | | 8 squadre vincitrici del quinto turno    |
| Torneo principale       | Semi-Finali (4 squadre)      | Sabato 24 marzo 1928     | | 4 squadre vincitrici del sesto turno     |
| Torneo principale       | Finale (2 squadre)           | Sabato 21 aprile 1928    | | 2 squadre vincitrici delle semifinali    |

## Primo Turno
| Gara   | Squadra di casa        | Risultato | Squadra in trasferta          | Data             |
| ------ | ---------------------- | --------- | ----------------------------- | ---------------- |
| 1      | Darlington             | 4–1       | Chesterfield                  | 26 novembre 1927 |
| 2      | Dartford               | 1–3       | Crystal Palace                | 26 novembre 1927 |
| 3      | Bath City              | 2–0       | Southall                      | 26 novembre 1927 |
| 4      | Nelson                 | 0–3       | Bradford Park Avenue          | 26 novembre 1927 |
| 5      | Rochdale               | 8–2       | Crook Town                    | 26 novembre 1927 |
| 6      | Watford                | 1–2       | Brighton & Hove Albion        | 30 novembre 1927 |
| 7      | Gillingham             | 2–1       | Plymouth Argyle               | 26 novembre 1927 |
| 8      | Crewe Alexandra        | 2–2       | Ashington                     | 26 novembre 1927 |
| Replay | Ashington              | 0–2       | Crewe Alexandra               | 30 novembre 1927 |
| 9      | Luton Town             | 9–0       | Clapton                       | 30 novembre 1927 |
| 10     | Gainsborough Trinity   | 6–0       | Stockton                      | 26 novembre 1927 |
| 11     | Ilford                 | 4–0       | Dulwich Hamlet                | 26 novembre 1927 |
| 12     | Poole                  | 1–1       | Norwich City                  | 26 novembre 1927 |
| Replay | Norwich City           | 5–0       | Poole                         | 1 dicembre 1927  |
| 13     | Stockport County       | 5–2       | Oswestry Town                 | 26 novembre 1927 |
| 14     | Accrington Stanley     | 2–5       | Lincoln City                  | 26 novembre 1927 |
| 15     | Bristol Rovers         | 4–2       | Walsall                       | 26 novembre 1927 |
| 16     | Northampton Town       | 8–0       | Leyton                        | 26 novembre 1927 |
| 17     | Coventry City          | 2–2       | Bournemouth & Boscombe        | 26 novembre 1927 |
| Replay | Bournemouth & Boscombe | 2–0       | Coventry City                 | 30 novembre 1927 |
| 18     | Denaby United          | 2–3       | Southport                     | 26 novembre 1927 |
| 19     | Shildon                | 1–3       | New Brighton                  | 26 novembre 1927 |
| 20     | Northfleet United      | 0–1       | London Caledonians            | 26 novembre 1927 |
| 21     | Bradford City          | 6–0       | Workington                    | 26 novembre 1927 |
| 22     | Carlisle United        | 2–1       | Doncaster Rovers              | 26 novembre 1927 |
| 23     | Spennymoor United      | 1–1       | Rotherham United              | 26 novembre 1927 |
| Replay | Rotherham United       | 4–2       | Spennymoor United             | 1 dicembre 1927  |
| 24     | Southend United        | 1–0       | Wellington Town               | 26 novembre 1927 |
| 25     | Exeter City            | 9–1       | Aberdare Athletic             | 26 novembre 1927 |
| 26     | Merthyr Town           | 0–0       | Charlton Athletic             | 26 novembre 1927 |
| Replay | Charlton Athletic      | 2–1       | Merthyr Town                  | 30 novembre 1927 |
| 27     | Halifax Town           | 3–0       | Hartlepools United            | 26 novembre 1927 |
| 28     | Shirebrook             | 1–3       | Tranmere Rovers               | 26 novembre 1927 |
| 29     | Newport County         | 0–1       | Swindon Town                  | 26 novembre 1927 |
| 30     | Durham City            | 1–1       | Wrexham                       | 26 novembre 1927 |
| Replay | Wrexham                | 4–0       | Durham City                   | 30 novembre 1927 |
| 31     | Botwell Mission        | 3–4       | Peterborough & Fletton United | 30 novembre 1927 |
| 32     | Rhyl Athletic          | 4–3       | Wigan Borough                 | 26 novembre 1927 |
| 33     | Kettering Town         | 2–0       | Chatham                       | 26 novembre 1927 |
| 34     | Aldershot Town         | 2–1       | Queens Park Rangers           | 30 novembre 1927 |

## Secondo Turno
| Gara   | Squadra di casa               | Risultato | Squadra in trasferta   | Data             |
| ------ | ----------------------------- | --------- | ---------------------- | ---------------- |
| 1      | Darlington                    | 2–1       | Rochdale               | 10 dicembre 1927 |
| 2      | Bournemouth & Boscombe        | 6–1       | Bristol Rovers         | 10 dicembre 1927 |
| 3      | Gillingham                    | 2–0       | Southend United        | 10 dicembre 1927 |
| 4      | Crewe Alexandra               | 2–0       | Stockport County       | 10 dicembre 1927 |
| 5      | Luton Town                    | 6–0       | Norwich City           | 10 dicembre 1927 |
| 6      | Gainsborough Trinity          | 0–2       | Lincoln City           | 10 dicembre 1927 |
| 7      | London Caledonians            | 1–0       | Bath City              | 10 dicembre 1927 |
| 8      | Swindon Town                  | 0–0       | Crystal Palace         | 10 dicembre 1927 |
| Replay | Crystal Palace                | 1–2       | Swindon Town           | 14 dicembre 1927 |
| 9      | Wrexham                       | 1–0       | Carlisle United        | 10 dicembre 1927 |
| 10     | Tranmere Rovers               | 3–1       | Halifax Town           | 10 dicembre 1927 |
| 11     | Northampton Town              | 1–0       | Brighton & Hove Albion | 10 dicembre 1927 |
| 12     | Bradford City                 | 2–3       | Rotherham United       | 10 dicembre 1927 |
| 13     | Bradford Park Avenue          | 0–2       | Southport              | 10 dicembre 1927 |
| 14     | Exeter City                   | 5–3       | Ilford                 | 10 dicembre 1927 |
| 15     | Charlton Athletic             | 1–1       | Kettering Town         | 10 dicembre 1927 |
| Replay | Kettering Town                | 1–2       | Charlton Athletic      | 15 dicembre 1927 |
| 16     | New Brighton                  | 7–2       | Rhyl Athletic          | 10 dicembre 1927 |
| 17     | Peterborough & Fletton United | 2–1       | Aldershot Town         | 10 dicembre 1927 |

## Terzo Turno
| Gara   | Squadra di casa         | Risultato | Squadra in trasferta          | Data            |
| ------ | ----------------------- | --------- | ----------------------------- | --------------- |
| 1      | Birmingham              | 4–3       | Peterborough & Fletton United | 14 gennaio 1928 |
| 2      | Blackpool               | 1–4       | Oldham Athletic               | 14 gennaio 1928 |
| 3      | Bristol City            | 1–2       | Tottenham Hotspur             | 14 gennaio 1928 |
| 4      | Burnley                 | 0–2       | Aston Villa                   | 14 gennaio 1928 |
| 5      | Liverpool               | 1–0       | Darlington                    | 14 gennaio 1928 |
| 6      | Preston North End       | 0–3       | Everton                       | 14 gennaio 1928 |
| 7      | Reading                 | 4–0       | Grimsby Town                  | 14 gennaio 1928 |
| 8      | Notts County            | 2–3       | Sheffield United              | 14 gennaio 1928 |
| 9      | Nottingham Forest       | 1–0       | Tranmere Rovers               | 14 gennaio 1928 |
| 10     | Blackburn Rovers        | 4–1       | Newcastle United              | 14 gennaio 1928 |
| 11     | The Wednesday           | 3–0       | Bournemouth & Boscombe        | 14 gennaio 1928 |
| 12     | Bolton Wanderers        | 2–1       | Luton Town                    | 14 gennaio 1928 |
| 13     | Wolverhampton Wanderers | 2–1       | Chelsea                       | 14 gennaio 1928 |
| 14     | Middlesbrough           | 3–0       | South Shields                 | 14 gennaio 1928 |
| 15     | Sunderland              | 3–3       | Northampton Town              | 14 gennaio 1928 |
| Replay | Northampton Town        | 0–3       | Sunderland                    | 19 gennaio 1928 |
| 16     | London Caledonians      | 2–3       | Crewe Alexandra               | 14 gennaio 1928 |
| 17     | Swindon Town            | 2–1       | Clapton Orient                | 14 gennaio 1928 |
| 18     | Wrexham                 | 2–1       | Swansea Town                  | 14 gennaio 1928 |
| 19     | Manchester City         | 1–0       | Leeds United                  | 14 gennaio 1928 |
| 20     | Portsmouth              | 0–2       | West Ham United               | 14 gennaio 1928 |
| 21     | Manchester United       | 7–1       | Brentford                     | 14 gennaio 1928 |
| 22     | Millwall                | 1–2       | Derby County                  | 14 gennaio 1928 |
| 23     | Hull City               | 0–1       | Leicester City                | 14 gennaio 1928 |
| 24     | Huddersfield Town       | 4–2       | Lincoln City                  | 14 gennaio 1928 |
| 25     | Cardiff City            | 2–1       | Southampton                   | 14 gennaio 1928 |
| 26     | Port Vale               | 3–0       | Barnsley                      | 14 gennaio 1928 |
| 27     | Charlton Athletic       | 1–1       | Bury                          | 14 gennaio 1928 |
| Replay | Bury                    | 4–3       | Charlton Athletic             | 18 gennaio 1928 |
| 28     | Arsenal                 | 2–0       | West Bromwich Albion          | 14 gennaio 1928 |
| 29     | Southport               | 3–0       | Fulham                        | 14 gennaio 1928 |
| 30     | New Brighton            | 2–1       | Corinthian                    | 14 gennaio 1928 |
| 31     | Stoke City              | 6–1       | Gillingham                    | 14 gennaio 1928 |
| 32     | Rotherham United        | 3–3       | Exeter City                   | 14 gennaio 1928 |
| Replay | Exeter City             | 3–1       | Rotherham United              | 18 gennaio 1928 |

## Quarto Turno
| Gara   | Squadra di casa   | Risultato | Squadra in trasferta    | Data            |
| ------ | ----------------- | --------- | ----------------------- | --------------- |
| 1      | Bury              | 1–1       | Manchester United       | 28 gennaio 1928 |
| Replay | Manchester United | 1–0       | Bury                    | 1 febbraio 1928 |
| 2      | Reading           | 0–1       | Leicester City          | 28 gennaio 1928 |
| 3      | Aston Villa       | 3–0       | Crewe Alexandra         | 28 gennaio 1928 |
| 4      | Sunderland        | 1–2       | Manchester City         | 28 gennaio 1928 |
| 5      | Derby County      | 0–0       | Nottingham Forest       | 28 gennaio 1928 |
| Replay | Nottingham Forest | 2–0       | Derby County            | 1 febbraio 1928 |
| 6      | Swindon Town      | 1–2       | The Wednesday           | 28 gennaio 1928 |
| 7      | Wrexham           | 1–3       | Birmingham              | 28 gennaio 1928 |
| 8      | Sheffield United  | 3–1       | Wolverhampton Wanderers | 28 gennaio 1928 |
| 9      | Tottenham Hotspur | 3–0       | Oldham Athletic         | 28 gennaio 1928 |
| 10     | Exeter City       | 2–2       | Blackburn Rovers        | 28 gennaio 1928 |
| Replay | Blackburn Rovers  | 3–1       | Exeter City             | 2 febbraio 1928 |
| 11     | Huddersfield Town | 2–1       | West Ham United         | 28 gennaio 1928 |
| 12     | Cardiff City      | 2–1       | Liverpool               | 28 gennaio 1928 |
| 13     | Port Vale         | 3–0       | New Brighton            | 28 gennaio 1928 |
| 14     | Arsenal           | 4–3       | Everton                 | 28 gennaio 1928 |
| 15     | Southport         | 0–3       | Middlesbrough           | 28 gennaio 1928 |
| 16     | Stoke City        | 4–2       | Bolton Wanderers        | 28 gennaio 1928 |

## Quinto Turno
| Gara   | Squadra di casa   | Risultato | Squadra in trasferta | Data             |
| ------ | ----------------- | --------- | -------------------- | ---------------- |
| 1      | Leicester City    | 0–3       | Tottenham Hotspur    | 18 febbraio 1928 |
| 2      | Nottingham Forest | 2–1       | Cardiff City         | 18 febbraio 1928 |
| 3      | Blackburn Rovers  | 2–1       | Port Vale            | 18 febbraio 1928 |
| 4      | The Wednesday     | 1–1       | Sheffield United     | 18 febbraio 1928 |
| Replay | Sheffield United  | 4–1       | The Wednesday        | 22 febbraio 1928 |
| 5      | Manchester City   | 0–1       | Stoke City           | 18 febbraio 1928 |
| 6      | Manchester United | 1–0       | Birmingham           | 18 febbraio 1928 |
| 7      | Huddersfield Town | 4–0       | Middlesbrough        | 18 febbraio 1928 |
| 8      | Arsenal           | 4–1       | Aston Villa          | 18 febbraio 1928 |

## Sesto Turno
| Gara | Squadra di casa   | Risultato | Squadra in trasferta | Data         |
| ---- | ----------------- | --------- | -------------------- | ------------ |
| 1    | Blackburn Rovers  | 2–0       | Manchester United    | 3 marzo 1928 |
| 2    | Sheffield United  | 3–0       | Nottingham Forest    | 3 marzo 1928 |
| 3    | Huddersfield Town | 6–1       | Tottenham Hotspur    | 3 marzo 1928 |
| 4    | Arsenal           | 4–1       | Stoke City           | 3 marzo 1928 |

## Semifinali
| Leicester 24 marzo 1928, ore 15:00 BST | Blackburn | 1 – 0 | Arsenal | Filbert Street |

| Manchester 24 marzo 1928, ore 15:00 BST | Huddersfield Town | 2 – 2 | Sheffield Utd | Old Trafford |

### Replay
| Liverpool 26 marzo 1928, ore 19:45 BST | Huddersfield Town | 0 – 0 | Sheffield Utd | Goodison Park |

| Manchester 2 aprile 1928, ore 19:45 BST | Huddersfield Town | 1 – 0 | Sheffield Utd | Maine Road |

## Finale
| Arbitro: | T. G. Bryan |

|                           |           |             |
| Roscamp 1’ 82’ McLean 22’ | Marcatori | 55’ Jackson |

| Blackburn Rovers | Huddersfield Town |

|              |                    |  |  |
|              |                    |  |  |
| 1            | Jock Crawford      |  |  |
| 2            | Jock Hutton        |  |  |
| 3            | Herbert Jones      |  |  |
| 4            | Henry Healless (C) |  |  |
| 5            | Willie Rankin      |  |  |
| 6            | Austen Campbell    |  |  |
| 7            | George Thornewell  |  |  |
| 8            | Syd Puddefoot      |  |  |
| 9            | Jack Roscamp       |  |  |
| 10           | Tommy McLean       |  |  |
| 11           | Arthur Rigby       |  |  |
| Manager:     |                    |  |  |
| Bob Crompton |                    |  |  |

|              |                     |  |  |
|              |                     |  |  |
| 1            | Billy Mercer        |  |  |
| 2            | Roy Goodall         |  |  |
| 3            | Ned Barkas          |  |  |
| 4            | Levi Redfern        |  |  |
| 5            | Tom Wilson          |  |  |
| 6            | David Steele        |  |  |
| 7            | Alex Jackson        |  |  |
| 8            | Bob Kelly           |  |  |
| 9            | George Brown        |  |  |
| 10           | Clem Stephenson (C) |  |  |
| 11           | Billy Smith         |  |  |
| Manager:     |                     |  |  |
| Jack Chaplin |                     |  |  |

| REGOLE DELLA PARTITA - Gara unica. - Tempi supplementari in caso di pareggio al 90°. - Ripetizione in caso di ulteriore parità dopo i tempi supplementari. |